# John Gallagher
John Anthony Gallagher (Londra, 29 gennaio 1964) è un ex rugbista a 15 e a 13 britannico, internazionale a 15 per la Nuova Zelanda (con cui fu campione del mondo 1987) e per l'Irlanda e a 13 per la Gran Bretagna.

## Biografia
Cresciuto in Inghilterra nel sobborgo londinese di Lewisham in una famiglia di origine irlandese, Gallagher crebbe rugbisticamente in una giovanile di Blackheath e, a vent'anni, si recò in Nuova Zelanda una volta terminati gli studi superiori.
Lì iniziò a giocare in un locale club, l'Oriental Rongotai, e contemporaneamente trovò un impiego per mantenersi; al fine di poter rimanere in quel Paese decise di arruolarsi in polizia; entrò nel 1985 nella selezione provinciale di Wellington ma un infortunio lo tenne lontano dal campo per diversi mesi fino all'inizio del 1986.
Notato a livello nazionale, fu aggregato al tour neozelandese del 1986 nel corso del quale vestì per la prima volta la casacca degli All Blacks in un incontro infrasettimanale a Strasburgo contro una selezione locale francese; senza test match alle spalle esordì a livello internazionale nell'incontro inaugurale della Coppa del Mondo di rugby 1987 contro l'Italia, divenendo così il secondo inglese a giocare per la Nuova Zelanda dopo Jamie Salmon, e il primo a vincere la coppa del mondo.
Durante la sua permanenza in Nazionale, tra il 1987 e il 1989, disputò 18 incontri senza sconfitte; l'unica mancata vittoria fu un pareggio 19-19 contro l'Australia in occasione della Bledisloe Cup del 1988.
Nel 1990, dopo 88 incontri con Wellington, decise di tornare in Gran Bretagna e diventare professionista nel rugby a 13, firmando un contratto per Leeds della durata di cinque anni; tuttavia un infortunio al collo ne minò il rendimento e dopo due stagioni tornò a Londra per giocare con i Crusaders (oggi Broncos); giunto a ridosso dell'apertura al professionismo nel rugby a 15, rifiutò tuttavia un ingaggio da parte degli Harlequins per rimanere dilettante nel Blackheath.
Nel 1994 divenne insegnante presso una scuola di Londra, allenatore della sua squadra di rugby e, più recentemente, preside; nel 1996, grazie alle sue origini, poté rappresentare l'Irlanda a livello di Nazionale A contro i pari grado della Scozia.
In un'intervista alla BBC del novembre 2012, quando gli fu chiesto se avesse mai pensato all'eventualità di potere essere uno dei migliori estremi del rugby inglese, Gallagher rispose che secondo lui, se fosse rimasto in Inghilterra, non sarebbe emerso perché non avrebbe avuto la possibilità di farsi un nome come accadde in Nuova Zelanda.

## Palmarès
- Coppe del mondo: 1
Nuova Zelanda: 1987